# Импровизация VI (Африканское)
«Импровизация VI (Африканское)» (нем. Improvisation 6 (Afrikanisches)) — абстрактная картина русского художника Василия Кандинского, написанная в 1909 году и хранящаяся в Городской галерее в доме Ленбаха в Мюнхене, Германия.

## История
В «Духовном в искусстве» Кандинский даёт определение выражениям, которые возникают спонтанно и отражают внутренние переживания, называя их импровизациями. Определение очень точно описывает суть картины, но в ней также можно увидеть и более конкретные образы. Возможно, поэтому Габриэле Мюнтер, спутница Кандинского в последние годы его жизни, дала картине название «Африканский». Это прилагательное связано с пребыванием пары в Тунисе в 1904—1905 годах.
Полотно было передано в Ленбаххаус по завещанию Габриэле Мюнтер, владевшей картиной с момента её создания.

## Описание
По насыщенности цветов, в которых преобладают жёлтый и красный, картина напоминает восточную живопись, созданную в 1909 году, в частности «Арабский город», но «Импровизация 6 (Африканская)» отличается от других близких к ней «Импровизаций», на первый взгляд, более чётким композиционным порядком и более точным определением отдельных элементов. Его тема «Африка» с некоторой уверенностью восходит к впечатлениям от поездки по Тунису, которую Кандинский предпринял с Габриэле Мюнтер в начале 1905 года и которую он тогда обработал в обилии зарисовок и «цветных рисунков».
В центре картины мы видим на фоне красочного и абстрактного пейзажа двух персонажей в широких кафтанах и тюрбанах. Слева — фигура в основном белого цвета с оттенками синего и красного, стоит перед белым прямоугольником, который можно ассоциировать с кубом традиционного арабского дома, а справа — синяя и жёлтая. Задний план представляет собой калейдоскоп цветов и форм, где красный, жёлтый, зелёный и синий борются за внимание зрителя.
Одежды фигур допускают орнаментальную игру линий в раскрытом и закрытом состоянии. Это особенно подчёркивается узкими чёрными полосами, в которые как бы расплавлены жидкие краски. Кандинский использует всю гамму основных цветов: яркие красный, жёлтый, синий и зелёный уравновешивают тусклый белый цвет в левой половине картины.
В передней зоне, подобно «Импровизации 2 (Траурному маршу)», присутствует атмосферное отражение символизма. Сам Кандинский называл символистов, особенно Арнольда Бёклина и Джованни Сегантини, «искателями духовного в материальном». Линии также могут отражать влияние мюнхенского модерна. Однако на заднем плане формы становятся всё более размытыми. Бескрайние цвета смешиваются всё беспокойнее и уже не поддаются объективной расшифровке. Две скрюченные фигуры позади персонажей, вероятно, также можно интерпретировать как людей. Даже в этой сравнительно менее абстрактной картине Кандинский пытается частично скрыть предметы, чтобы их «внутреннее звучание» проявилось рядом с внешним, объективным мотивом. Несколько лет спустя он напишет: «Поэтому я более или менее растворил объекты в одной и той же картине, чтобы их нельзя было узнать все сразу и чтобы эти резонансы могли ощущаться зрителем постепенно, один за другим».